# M'Bia
M'Bia este o comună din regiunea Boundiali, Coasta de Fildeș.